# Sankt Lorenzen bei Scheifling
Sankt Lorenzen bei Scheifling è una frazione di 635 abitanti del comune austriaco di Scheifling, nel distretto di Murau, in Stiria. Già comune autonomo, il 1º gennaio 2015 è stato aggregato a Scheifling.